# Шандра
Шандра (рум. Şandra) насеље је у Румунији у округу Тимиш у општини Шандра. Oпштина се налази на надморској висини од 88 m.

## Историја
По "Румунској енциклопедији" место је основано 1833. године, а име Александија (или Шандорхаза) носи по загребачком бискупу. Он је као власник земљишта дозволио да се ту насели 140 породица Немаца, из околине. Римокатоличка црква је подинута 1836. године. Године 1842. пописано је 1231 Немац и 16 православаца Срба и Румуна.

## Становништво
Према подацима из 2012. године у насељу је живело 2782 становника.